# Mozilla

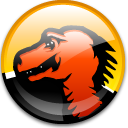
Maskot firmy

Mozilla je počítačový termín, který má mnoho různých významů, přesto jsou všechny spojené se společností Netscape Communications Corporation a jejím softwarem. Mozilla je v současnosti ochranná známka Mozilla Foundation. Různé významy slova Mozilla jsou uvedeny v pořadí, kdy byly poprvé užity. Slovo Mozilla se také někdy používá jako označení prohlížeče Firefox (celým názvem Mozilla Firefox).

## Kódové označení Netscape Navigatoru
Poprvé byla Mozilla použita jako kódové označení pro webový prohlížeč Netscape Navigator, a to od jeho vzniku. Jamie Zawinski s tímto jménem přišel na setkání vývojářů v době, kdy ve firmě pracoval. Slovo Mozilla vzniklo spojením slov Mosaic killer, čímž byla vyjádřena chuť sesadit z trůnu tehdy nejpopulárnější webový prohlížeč Mosaic a zároveň odkaz na fiktivní monstrum Godzillu.

## Maskot firmy Netscape
Mozilla byla maskotem dnes neexistující společnosti Netscape Communications Corporation. Původně měl maskot různé podoby včetně astronauta, ale nakonec se ukázala jako nejlepší varianta zeleno-fialového ještěra, ve kterém se skloubila podoba vzhledu i jména s Godzillou. Autorem této podoby z roku 1994 je Dave Titus.
Mozilla se objevovala na webu Netscape v prvních letech existence společnosti. Potřeba prezentovat společnost firemním zákazníkům v profesionálním duchu vedla později k odstranění Mozilly z webu. Přesto se Mozilla dále používala interně, např. na tričkách rozdávaných zaměstnancům nebo na stěnách sídla společnosti v Mountain View.
Když Netscape koupil webový katalog NewHoo v roce 1998, přejmenoval jej na Open Directory Project s přezdívkou dmoz (Directory of Mozilla – Adresář Mozilly) pro jeho podobnost s projektem Mozilla. Obrázky Mozilly se dostaly na každou stránku webu, kde zůstávají dodnes i přes rozpuštění Netscape po jeho koupení AOL.

## Součást identifikace webových prohlížečů
Když uživatel navštíví webový server prostřednictvím webového prohlížeče, identifikuje se prohlížeč serveru krátkým textem, který je znám jako „user agent string“. Prohlížeč Netscape Navigator se identifikoval jako Mozilla/<verze> a dále informací o operačním systému pod kterým běžel.
Protože prohlížeč Netscape nabízel mnoho funkcí, které nebyly dostupné v ostatních prohlížečích a zároveň se poměrně rychle stal dominantním na trhu, byla řada webových stránek vytvořena tak, že se zobrazila či zobrazila v plné kráse pouze, když nalezly v identifikaci prohlížeče odpovídající verzi „Mozilly“. Aby takové stránky byly dostupné i uživatelům jiných prohlížečů, museli tvůrci těchto prohlížečů identifikaci Netscape napodobit. První a dodnes nejznámější ukázkou napodobení je identifikace Windows Internet Exploreru, který používá řetězec začínající Mozilla/<verze> (compatible; MSIE <verze>…, aby dostal obsah určený pro Netscape, jeho hlavního rivala v době jeho vývoje. Tento formát identifikace byl od té doby zkopírován tvůrci mnoha dalších webových klientů a dodnes přetrvává.

## Projekt Mozilla

### Organizace Mozilla
Organizace Mozilla (známá též jako Mozilla.org) byla neformální skupina financované společností Netscape Communications Corporation, která byla založena s cílem vyvinout open source balík Mozilla. Byla založena 23. února 1998 a skládala se hlavně z vývojářů Netscape, ale teoreticky byla na Netscape nezávislá. 15. července 2003 majitel Netscape (společnost AOL) ukončil podporu projektu. Vznikla Mozilla Foundation, která převzala další vývoj a začala se zaměřovat hlavně na koncové uživatele. Organizace Mozilla či Mozilla.org jsou dnes často brány jako synonyma pro Mozilla Foundation.

### Mozilla Foundation
Pojem „Mozilla“ je někdy používán pro značení open source software projektu, který vznikl s cílem vytvořit novou generaci balíku webových aplikací pro Netscape. Organizace Mozilla byla založena v roce 1998 s cílem vytvořit nový balík. 15. července 2003 byla formálně zaregistrována jako nezisková organizace, čímž vznikla Mozilla Foundation. Tato nadace vytvářela webový prohlížeč Mozilla Firefox, e-mailový klient Mozilla Thunderbird a celou řadu dalších produktů. Nyní tuto úlohu převzala dceřiná společnost Mozilla Corporation. Mozilla Foundation dodnes vlastní ochrannou známku Mozilla.

### Mozilla Europe
Mozilla Europe byla nezisková organizace, která vznikla 17. února 2004 v Paříži s cílem propagovat a rozvíjet produkty Mozilla v Evropě. Šlo se o organizaci nezávislou na Mozilla Foundation, se kterou ale spolupracovala. Webové stránky organizace nabízely základní informace o produktech Mozilla ve více než 20 jazycích včetně češtiny. Mozilla Europe byla zrušena 17. února 2012 poté, co Mozilla v roce 2011 založila v Paříži vlastní pobočku.

### Mozilla Corporation
Mozilla Corporation byla založena 3. srpna 2005 jako dceřiná společnost Mozilla Foundation. Jedná se o komerční společnost, která je plně vlastněna Mozilla Foundation, a která v současné době vyvíjí webový prohlížeč Mozilla Firefox a vyvíjela též e-mailový klient Mozilla Thunderbird, jehož vývoj později převzala Mozilla Messaging. Mozilla Corporation též zajišťuje podporu a propagaci Firefoxu.

### Mozilla Messaging
Mozilla Messaging vznikla 19. února 2008 jako dceřiná společnost Mozilla Foundation. Jednalo se o komerční společnost s cílem dalšího vývoje poštovního klienta Mozilla Thunderbird, který přebrala od Mozilla Corporation. Později byla rozpuštěna do Mozilla Labs.

### MZLA Technologies Corporation
Dne 28. ledna 2020 na blogu Philipp Kewisch oznámil, že „od dnešního dne“ bude projekt Thunderbird veden dceřinou společností (MZLA Technologies Corporation), ze 100% vlastněnou Mozilla Foundation, aby byla umožněna větší „flexibilita a agilita“ projektu nezávisle na Mozilla Corporation infrastruktuře, jejíž priorita je prohlížeč Firefox. Vytvoření dceřiné komerční společnosti také umožní Thunderbirdu shromažďovat příjmy prostřednictvím partnerství a necharitativních darů, a nabízet uživatelům služby a produkty které by nemohly být poskytovány pod záštitou neziskové Mozilla Foundation.

## Mozilla Suite
V březnu 1998 Netscape uvolnil většinu zdrojového kódu svého balíku Netscape Communicator pod open source licencí. Jméno aplikace, která byla z uvolněného kódu vyvíjena, bylo Mozilla, které bylo též používáno jako kódové označení původního Netscape Navigatoru. Po dlouhé době vývoje byla Mozilla 1.0 uvolněna 5. června 2002.
Balík byl dobře známý jako open source základ pro balík Netscape (verze 6 a 7) a pro své renderovací jádro Gecko. To se stalo základem řady dalších aplikací Mozilla Foundation včetně Firefoxu či Thunderbirdu.
Balík Mozilla Suite již není v současné době vyvíjen a jeho podpora byla ukončena. Veškeré aktivity jsou nyní směrovány k vývoji a propagaci Firefoxu a Thunderbirdu. Díky řadě nadšenců má Mozilla Suite nástupce v podobě balíku SeaMonkey, který je vyvíjen jako projekt Mozilla.org, a který je založen na Mozilla Suite.

## Společné jméno pro všechny webové prohlížeče založené na Mozille
Pro jednoduchost bývá slovo Mozilla častou používáno pro odkázání na všechny webové prohlížeče založené na Mozille. Např. když se řekne, že webová stránka je použitelná v prohlížečích Mozilla, znamená to, že je použitelná ve Firefoxu, Mozilla Suite, SeaMonkey, Caminu, K-Meleonu, Netscape 6, Flocku atd. V některých starších programech pro vyhodnocování statistik webových serverů se pro tyto prohlížeče nesprávně používá termín Netscape 5.x.

## Platforma Mozilla
Slovo Mozilla se také často používá pro odkázání na vývojovou platformu (Mozilla application framework, technologie Mozilla.org), multiplatformní aplikační framework pro vývoj aplikací, které na mnoha různých operačních systémech. Skládá se především z vykreslovacího jádra Gecko, souboru nástrojů pro vývoj uživatelského rozhraní v XUL, knihovny Necko pro síťovou komunikaci a mnoha dalších komponent. Tvoří jádro, na kterém jsou postaveny všechny prohlížeče a aplikace založené na Mozille.